# Garypus levantinus
Garypus levantinus es una especie de arácnido del orden Pseudoscorpionida de la familia Garypidae.

## Distribución geográfica
Se encuentra en Grecia, España y en Israel.